# Office of Film and Literature Classification (Austrália)
Office of Film and Literature Classification é um corpo estatutário de censura e classificação que fornece no dia a dia suporte administrativo ao Conselho de Classificação que classifica filmes, jogos eletrônicos e publicações na Austrália, e o Conselho de Revista de Classificação que revê filmes, jogos de computador e publicações quando uma aplicação válida foi feita.
O Conselho de Classificação e o Conselho de Resenha de Classificação são estabelecidos pela Classificação (Publicações, Filmes e Jogos de Computador) a lei 1995 (Cth). Esta lei também contém o Código de Classificação Nacional.
O Escritório de Filme e Classificação de Literatura tomou a "censura" fora do seu título. Contudo, é capaz de censurar meios de comunicação recusando classificação e fazendo mídia ilegal para locação, exposição e importação a Austrália. Isso tem atraído uma determinada controvérsia em caso de jogos de computador e videogames como a classificação R18+ não existe para jogos de videogame.

## Organização
Em Fevereiro de 2006 o representante-geral Philip Ruddock anunciou que a política e as funções administrativas da OFLC ficariam a parte do Departamento do representativo-geral, e, enquanto o Conselho de Classificação e Conselho de Resenha de Classificação continuaria tomando decisões de classificação, eles seriam reparados por uma secretaria do Departamento do representante-geral.

### Membros
Donald McDonald foi nomeado como o novo diretor não obstante ser apontado pelo Departamento de representante geral. Os críticos estão preocupados a nomeação facilita a capacidade do Governo controlar ou restringir o material, especialmente aquele que incita ou instrui o terrorismo.
Os membros atuais do Conselho de Classificação:
- Olya Booyar (diretor deputado)
- Wendy Banfield (classificador senior)
- Marie-Louise Carroll (classificador senior )
- Jeremy Fenton
- Alexandra Greene
- Robert Sanderson
- Rodney Smith
- Lynn Townsend
- Marlon Valbuena

Os membros atuais do Conselho de Classificação de Resenha:
- Maureen Shelley (convocador)
- Trevor Griffin (deputado convocador)
- Rob Shilkin
- Kathryn Smith
- Gillian Groom
- Anthony Hetrih

## Classificações
, , ,  e  são classificações de jogos. Jogos classificados com  e  não estão nesta região.

### Classificações de filmes e videogames
Desde 24 de Maio de 2005, o sistema de Avaliações de filme foi codificado por cor e a apresentação atualizada, depois de modificações no código. Contudo, os símbolos de classificação prévios ainda podem ser vistos em DVD e embalagem de vídeo lançada antes da modificação.
Alguns filmes e os jogos (conteúdo p. ex. educativo) podem ser isentos da classificação.
E (Exempt from Classification, Isento de Classificação)
Esses filmes são concedidos a permissão de serem vendidos sem uma classificação específica. Esta classificação é normalmente concedida (e não limitada ao) conteúdo educativo como documentários, concertos, programas de aptidão, software educativo e eventos esportivos não violentos. Atualmente não há nenhuma marcação predeterminada de filmes isentos e jogos de computador, embora seja aconselhado que os filmes e os jogos eletrônicos sejam mostrados com a etiqueta de isenção de classificação "Este filme/jogo de computador é isento de classificação".
O conteúdo varia dependendo da show / filme. Qualquer filme ou o jogo eletrônico no qual seja classificado com E não devem exceder a avaliação PG.
G (General, Livre)
Esses filmes e jogos eletrônicos são para o uso geral. Contudo, o G não necessariamente indica um filme de crianças ou jogo já que muitas dessas produções contêm um conteúdo que não teria nenhum interesse para as crianças.
Lembre-se, esse símbolo é equivalente à classificação Livre no Brasil.
O conteúdo é muito brando no impacto.
PG (Parental guidance recommended, Orientação dos pais recomendada)
Esses filmes e os jogos eletrônicos contêm material que pode confundir ou "aborrecer" espectadores mais jovens.
O conteúdo é brando no impacto.
M (Recommended for mature audiences, Recomendado para públicos maduros)
Esses filmes e jogos eletrônicos contêm material que necessita uma perspectiva madura. Esta classificação era outrora conhecida como M15. Não há nenhuma restrição no acesso.
O conteúdo é moderado no impacto.
Observe que as classificações acima deste ponto são consultivas na natureza somente – eles não estão legalmente envolvidas. Em contraste, as classificações abaixo são legalmente restringidas – isto é, é ilegal vender ou expor materiais tão classificados a uma pessoa mais jovem do que o respectivo limite de idade.
MA15+ (Not suitable for under 15s, Não apropriado para menores de 15 anos)
O conteúdo é considerado impróprio para a exposição para pessoas menores de 15 anos. As pessoas com menos de 15 anos só podem comprar legalmente ou expor conteúdo classificado como MA15+ na supervisão de um responsável. Essa é uma categoria legalmente restringida.
Há quatro categorias de classificação para jogos eletrônicos: G, PG, M, MA15+. Os jogos eletrônicos que excedem o impacto da avaliação MA15+ permitida são recusados de classificação (RC, Refused Classification). Os jogos recusados de classificação pode ser editada e resubmetida pelos seus desenvolvedores para ganhar uma classificação MA15+.
Pessoas com menos de 15 anos não são permitidas de comprar ou alugar filmes ou os jogos eletrônicos classificados com MA15+ a menos que eles sejam acompanhados por um responsável.
Motivos dessa classificação: pode apresentar sangue, assassinato, estigma/preconceito, nudez parcial, relação sexual leve e consumo de drogas lícitas.
O conteúdo é forte no impacto.
R18+ (Restricted, Restrito)
Pessoas com menos de 18 anos não pode comprar, alugar ou expor esses filmes. A avaliação R18+ aplica-se à filme somente. Qualquer jogo eletrônico que ultrapasse MA15+ são Recusados de Classificação.
Motivos dessa classificação: pode ocorrer violência gratuita/banalização da violência, tortura, mutilação e suicídio, relação sexual intensa, consumo de drogas ilícitas (desde que esses conteúdos não transgridam os padrões de moralidade, decência e adequação geralmente aceita por adultos).
O conteúdo é alto no impacto.
X18+ (Pornographic, Pornográfico)
Pessoas com menos de 18 anos não pode expor, comprar ou alugar filmes que foram emitidos nesta classificação.
Esta classificação aplica-se exclusivamente ao conteúdo pornográfico. O conteúdo é extremo no impacto.
Filmes classificados com X18+ são atualmente legalmente disponíveis para a compra somente no ACT e no Território do Norte. Contudo esses filmes podem ser legalmente comprados de interestado via pedido postal. A execução é relaxa e a maior parte da lojas de material adulto transportam estoque extenso do material X18+.
Refused Classification (RC)
Os filmes que são muito altos no impacto e/ou contêm qualquer tipo da violência em conjunto com verdadeiro intercurso sexual são Recusados de Classificação pela OFLC. As razões por que um filme pode ser recusado a classificação que:
- Representa, expressa ou de outra maneira lida com questões sexuais, abuso de droga ou inclinação, crime, crueldade, violência ou revolta ou fenômenos horrendos de tal modo que eles transgridem os padrões de moralidade, decência e adequação geralmente aceita por adultos razoáveis à extensão que eles não devem ser classificados.
- Representar de alguma forma que provavelmente ofenderá um adulto razoável um menor que é, ou que aparenta ser, sob 16 (se empregado ou não em atividade sexual).
- Promover, incitar ou instruir quanto a crime ou violência.

A classificação é obrigatória, e os filmes que são recusados a classificação pela OFLC são interditos para venda, aluguel, exposição pública ou importação na Austrália, transportando uma multa máxima de 275,000 dólares e/ou cadeia de 10 anos. É também ilegal possuir o conteúdo que foi Recusado de Classificação devido ao conteúdo ilegal (ex. pornografia infantil).
CTC (Check the Classification, Verifique a Classificação)
O conteúdo foi avaliado e aprovado para publicidade de filmes e jogos de computador não classificados. "Este filme tem aprovação publicitária. Verifique a classificação mais próxima da data de lançamento" geralmente está escrito na marcação.
- Qualquer publicidade de filmes e jogos não classificados deve exibir a mensagem CTC em cartazes, trailers, na Internet e em qualquer outro tipo de publicidade.

- Uma vez que o conteúdo é classificado, a marcação de classificação substitui a marcação CTC em todo o material publicitário.

### Avaliações prévias para jogos eletrônicos
Estas classificações ainda são mostradas em alguns jogos eletrônicos antigos que ainda estão à venda na Austrália:
|                                               | G– General: A classificação G é para audiência em geral. |
| Classificação G8+ da                          | G8+– General for children over 8 years of age: Material classificado G8+ pode conter material no qual algumas crianças podem achar confuso ou perturbador, e pode necessitar o acompanhamento de pais ou responsáveis. Não é recomendado para menores de 8 anos sem acompanhamento dos pais e responsáveis. Esta classificação foi substituída pela PG.                                                                      |
| Classificação M15+ da OFLC                    | M– Mature: Apesar do título, material classificado sob M15+ não é recomendado para menores de 12. Todavia, não há "ainda" nenhuma restrição legal no acesso. Esta classificação foi substituída para M para prevenir contra confusão com a classificação maior MA. |
| Classificação MA (Mature Restricted) da OFLC. | MA– Mature Audiences (Restricted): Material classificado como MA é considerado impróprio para menores de 15 anos. É uma categoria legalmente restrita. Não é permitido que menores de 15 anos compre ou alugue a menos que estejam acompanhados pelos pais ou responsável. Motivos dessa classificação: pode apresentar sangue, assassinato, estigma/preconceito, nudez parcial, relação sexual e consumo de drogas lícitas. |

Qualquer jogo eletrônico que não entrava em uma destas categorias era classificada como Refused Classification (banido).

## Classificações de literatura
| Clasificação Unrestricted (Não restrita) da OFLC              | Unrestrited– (não restrita).                                               |
| Classificação Unrestricted Mature (não restrito para maiores) | Unrestricted Mature– (Não recomendado para menores de 15 anos)             |
| Categoria Restrita 1                                          | Restricted Category 1 – Não disponível para menores de 18 anos.            |
| Categoria Restrita 2                                          | Restricted Category 2 – De natureza pornográfica; restrita como a de cima. |

Qualquer publicação impressa que não entre em uma destas categorias é classificada como Refused Classification (banido).